# 79. pehotni polk (Avstro-Ogrska)
Za druge 79. polke glejte 79. polk.
79. pehotni polk (izvirno nemško Infanterie-Regiment Nr. 79; dobesedno slovensko: Pehotni polk št. 79) je bil pehotni polk k.u.k. Heera.

## Poimenovanje
- Ungarisch-Kroatisches Infanterie Regiment »Otocaner Jellacic« Nr. 79
- Infanterie Regiment Nr. 79 (1915 - 1918)

## Zgodovina
Polk je bil ustanovljen leta 1860. 

### Prva svetovna vojna
Polkovna narodnostna sestava leta 1914 je bila sledeča: 96% Srbo-Hrvatov in 4% drugih. Naborni okraj polka je bil v Otočcu, pri čemer so bile polkovne enote garnizirane sledeče: Rijeka (štab, I., III. in IV. bataljon) in Otočac (II. bataljon).
V sklopu t. i. Conradovih reform leta 1918 (od junija naprej) je bilo znižano število polkovnih bataljonov na 3.

## Organizacija
1918 (po reformi)
- 1. bataljon
- 2. bataljon
- 3. bataljon

## Poveljniki polka
- 1865: Julius Bagnalasta[6]
- 1879: Julius Christianović[7]
- 1908: Johann Salis-Seewis[8]
- 1914: Eugen von Luxardo[1]